# Mariana Torres
Marianna Paulina Torres González (ur. 5 grudnia 1985 w León) – meksykańska aktorka znana z licznych ról w telenowelach.
Zaczynała w jej ojczystym Meksyku pracując w TV Azteca produkującym seriale telewizyjne. Uzyskała tam pierwszą wiodącą rolę w telenoweli Belinda w 2004.
Największa popularność przyniosło jej uczestnictwo w telenowelach w Miami na Florydzie.  W 2007 w wyprodukowanej przez Telemundo Pecados ajenos zagrała jedną z ważniejszych ról u boku takich aktorów jak Lorena Rojas, Mauricio Islas, Sonya Smith i Catherine Siachoque.

## Filmy
- Dos Chicos de Cuidado en la Ciudad (2003) jako Paty

## Seriale
- Sacrificio de mujer (2010) jako Milagros
- Vuelveme a Querer (2008) jako Mariana Montesinos
- Meandry miłości – Pecados ajenos (2007) jako Denisse Torres
- Osaczona Acorralada (2007) jako Gabriela Soriano
- Zemsta, moja miłość – Olvidarte jamás (2006) jako Mariana / Carolina Montero
- Belinda (2004) jako Belinda Arismendi
- Por tí (2002) jako Marisol
- Tak jak w kinie – Como en el cine (2001–2002) jako Gloria